# هارولد إل. مارتن
هارولد إل. مارتن الأول (بالإنجليزية: Harold L. Martin)‏ الحائز على شهادة الدكتوراه (من مواليد 22 أكتوبر لعام 1951)، هو مهندس أمريكي، ومدرس، ومستشار سابق لجامعة وينستون سالم الحكومية، والمستشار الحالي لجامعة كارولاينا الشمالية الحكومية الزراعية والتقنية. يُعتبر مارتن أول خريج من جامعة كارولاينا الشمالية الحكومية الزراعية والتقنية يشغل منصب المستشار فيها على مر تاريخها. أصبحت جامعة كارولاينا الشمالية الحكومية الزراعية والتقنية في ظل إدارته الجامعة التي تضم أكبر عدد من الطلاب السود على مر التاريخ في البلاد (HBCU)، إذ صنُفت كأكثر الجامعات العامة التي تضم طلابًا سود على مستوى البلاد، وثالث جامعة عامة من حيث الإنتاجية البحثية في كارولاينا الشمالية. عززت الجامعة مكانتها باعتبارها مؤسسة لاند غرانت وجامعةً لأبحاث الدكتوراه.

## المسيرة المهنية
بدأت مسيرة مارتن المهنية في مجال التعليم في جامعته الأم، جامعة كارولاينا الشمالية الحكومية الزراعية والتقنية، حيث عمل في وظائف مختلفة داخل قسم الهندسة الكهربائية فيها، بما في ذلك منصب عميد كلية الهندسة منذ عام 1989 وحتى عام 1994. عُين لاحقًا في منصب نائب رئيس الجامعة للشؤون الأكاديمية، حيث عمل في هذا المنصب منذ عام 1994 وحتى عام 1999.
عُين مارتن مستشارًا لجامعة وينستون سالم الحكومية في عام 2000. تضاعف معدل التسجيل في الجامعة تقريبًا في ظل إدارته، إذ ارتفع من 2796 طالبًا إلى 5556 طالبًا. ارتفعت أيضًا درجات الطلاب المستجدين في اختبار سات بنحو 70 نقطة، وخضع الحرم الجامعي لتحول جذري ملموس، ويعود الفضل جزئيًا في ذلك إلى برنامج سندات التعليم العالي الذي بلغت قيمته 45 مليون دولار أمريكي في عام 2000. كان له الفضل في إقامة علاقات عملية أمتن مع المعنيين من داخل وخارج الجامعة، ورفع جودة وسعة برامج الشهادات الأكاديمية، وإنشاء برامج لتعزيز استبقاء الطلاب ورفع معدلات التخرج، وتطوير تكنولوجيا الحرم الجامعي.
تخلى مارتن في عام 2006 عن إدارة جامعة وينستون سالم الحكومية، ليصبح نائب الرئيس الأول للشؤون الأكاديمية ضمن الإدارة العامة في جامعة كارولاينا الشمالية. أشرف مارتن على تطوير وإنجاز المهمة الأكاديمية للجامعة خلال فترة وجوده فيها، بما في ذلك العملية التعليمية والأبحاث والبرامج الدولية وشؤون الطلاب.
انتُخب مارتن في 22 مايو من عام 2009 ليكون المستشار الثاني عشر لجامعة كارولاينا الشمالية الحكومية الزراعية والتقنية، ما جعله أول خريجيها العاملين في هذا المنصب. وضعت الجامعة خطة إستراتيجية تهدف إلى جعل جامعة كارولاينا الشمالية الحكومية الزراعية والتقنية مؤسسةً رائدةً في مجال التعليم العالي والأبحاث على المستوى المحلي والوطني والدولي في ظل إدارته. تحدد الخطة المعنونة بـ «تفوق جامعة كارولاينا الشمالية الحكومية الزراعية والتقنية لعام 2020» ستة أهداف بما في ذلك زيادة التنوع والنشاط البحثي داخل الجامعة. قادت هذه الخطة الجامعة على طريق الزيادة المطردة في معدلات التسجيل في الجامعة، وإعادة تنظيم برامجها الأكاديمية، والتحسين الملحوظ في ملفات الطلاب الوافدين الأكاديمية، وزيادة تمويل الأبحاث، وتعزيز الأداء في برنامج كلياتها الرياضي. قدمت الجامعة خطة جديدة لتخلف خطتها السابقة تحت عنوان «تفوق جامعة كارولاينا الشمالية الحكومية الزراعية والتقنية: ادفع بالحماس إلى عام 2023»، وذلك بعد تحقيق العديد من أهداف الخطة السابقة بالفعل بحلول عام 2018. تميزت الخطة الجديدة بأهداف مرنة، بما في ذلك زيادة عدد المقاعد الدراسية في الجامعة ليصل عدد الملتحقين بها إلى 14 ألف طالب.
أكمل مارتن عامه العاشر في منصب مستشار جامعة كارولاينا الشمالية الحكومية الزراعية والتقنية في صيف عام 2019. رحبت الجامعة بأكبر كيان طلابي على الإطلاق في وقت لاحق من خريف ذلك العام، مع وصول عدد طلابها إلى 12556 طالبًا من 44 ولاية مختلفة، ومن مقاطعة كولومبيا، وبورتوريكو، وجزر فيرجن الأمريكية، و68 دولة أجنبية.